# Wilhelm Petersen
 Ikke at forveksle med Vilhelm Petersen.
Nicolay Wilhelm Petersen (6. marts 1817 i København – 6. maj 1895 i Odense) var en dansk købmand og politiker.

## Karriere
Han var søn af købmand Peter Petersen (1783-1868) og Martha Magdalene født Hein (1789-1862). I 1822 flyttede faderen til Odense, hvor han drev en købmandshandel, som sønnen overtog i begyndelsen af 1844 og fortsatte indtil 1875. Allerede som ung mand kom Wilhelm Petersen frem i første Række blandt Odense borgere. I 1847 fik han sæde i byens borgerrepræsentation, for hvilken han blev formand 1851. I denne egenskab fremkom han samme år med planer til et kommunalt vandværk, hvis gennemførelse lykkedes, således at det kunde tages i brug i efteråret 1853. Samtidig kom han med planer til et gasværk, som ligeledes blev til virkelighed, således at disse to foretagender iværksattes, førend nogen anden by i landet kom i besiddelse af lignende goder. Endvidere satte han igennem, at der blev bygget en tredje bro over åen i det ny Albanikvarter, hvor han derhos fik opført arresthus og sygehus. I 1856 fik han det føjet således, at byen overtog Odense Kanal, hvilket var begyndelsen til, at denne vandvej blev tidssvarende og rentabel.
Da kommunalbestyrelsen i 1868 gik over til at blive byråd, trådte han tilbage blandt de menige medlemmer, men vedblev indtil 1882 ikke alene at have sæde i denne styrelse, men også at øve en ikke ringe kommunal indflydelse. Efter at han i 1856-63 havde været valgt til Rigsrådet, havde han fra 1866 til 1894 sæde i Rigsdagens Landsting, hvor han tilhørte Højre og navnlig deltog i behandlingen af kommunale og økonomiske emner. Gennem en årrække var han kontrollerende medlem af direktionen for Fyens Disconto Kasse, formand for Fyens Stifts Sparekasses repræsentantskab og formand for Fyens Brandforsikringsselskab for rørlig Ejendom, hvilket selskab han stiftede. Han talte og skrev blandt de første om betydningen af sukkerroeavl og var en af hovedmændene for, at der blev anlagt en sukkerfabrik ved Odense.

## Hæder
Han blev Ridder af Dannebrogordenen 1853 og Dannebrogsmand 1861. 1872 udnævntes han til etatsråd, 1892 til Kommandør af Dannebrog af 2. grad. Han døde 6. maj 1895.
Han blev gift 29. august 1845 i Garnisons Kirke med Adolphine Augusta Købke (13. december 1820 i København - 20. oktober 1880 i Odense), datter af bagermester Peter Berendt Købke (1771-1843) og Cecilia Margrete født Petersen (1778-1867) og søster til Christen Købke.
Han er begravet i Odense.

## Gengivelser
- Ufuldført portrætmaleri af Christen Købke ca. 1846
- Afbildet på August Behrends' maleri fra 1853 af de svenske tropper i Odense 1848
- Xylografi 1863 i Illustreret Tidende nr. 198 efter tegning af Anton Dorph samt 1870
- Maleri af Henrik Olrik (1872, Odense Rådhus)
- Xylografier 1874 og 1887, det ene af Georg Pauli
- Maleri af Frants Henningsen
- Fotografi af Carl Bech (Det Kongelige Bibliotek)
- Afbildet på P. S. Krøyers maleri Fra Københavns Børs